# Filariasis
La filariasis constituye un grupo de enfermedades parasitarias en el humano y otros animales, y por lo general tropicales, causada por la infección de «filarias», nematodos del orden Spirurida, superfamilia Filarioidea, que son transmitidos en forma de larva o microfilaria a los vertebrados por un artrópodo, generalmente mosquitos de las familias Culicidae o Phlebotomidae o moscas de la familia Tabanidae, luego de lo cual las larvas se localizan adecuadamente para convertirse en adultos.

## Historia
Se piensa que la filariasis linfática ha atormentado a humanos desde hace aproximadamente 1.500 a 4.000 años, aunque una fecha precisa de su origen es desconocida. La primera clara referencia de la enfermedad ocurrió en la literatura griega antigua, cuando los especialistas discutían el diagnóstico de la filariasis linfática en comparación con el diagnóstico de síntomas similares resultantes de la lepra.
La primera documentación de los síntomas ocurrió en el siglo XVI, cuando Jan Huygen Linschoten escribió sobre la enfermedad como parte de su exploración de Goa. Poco después, la exploración de otras áreas de Asia y África resultaron en reportes sintomáticos adicionales. No fue sino hasta siglos siguientes que se desarrolló un mejor entendimiento del ciclo de la enfermedad.
En 1866, Timothy Lewis, trabajando sobre la obra de Jean-Nicolas Demarquay y Otto Henry Wucherer, hizo la conexión entre microfilaria y elefantiasis, estableciendo el curso investigativo que por último llevó a la explicación de la parasitosis. Poco después, en 1876, Joseph Bancroft descubrió la forma adulta del gusano, y finalmente en 1877, el ciclo de vida, incluyendo el artrópodo vector, el cual fue teorizado por Patrick Manson, quien procedió a demostrar la presencia del gusano en los mosquitos. Manson, incorrectamente hipotetizó que la enfermedad se transmitía por contacto con la piel y el agua en donde los mosquitos depositaban sus huevos. En el año 1900, George Carmichael Low determinó el método de transmisión real al descubrir la presencia del gusano en el probóscide del mosquito vector.

## Epidemiología

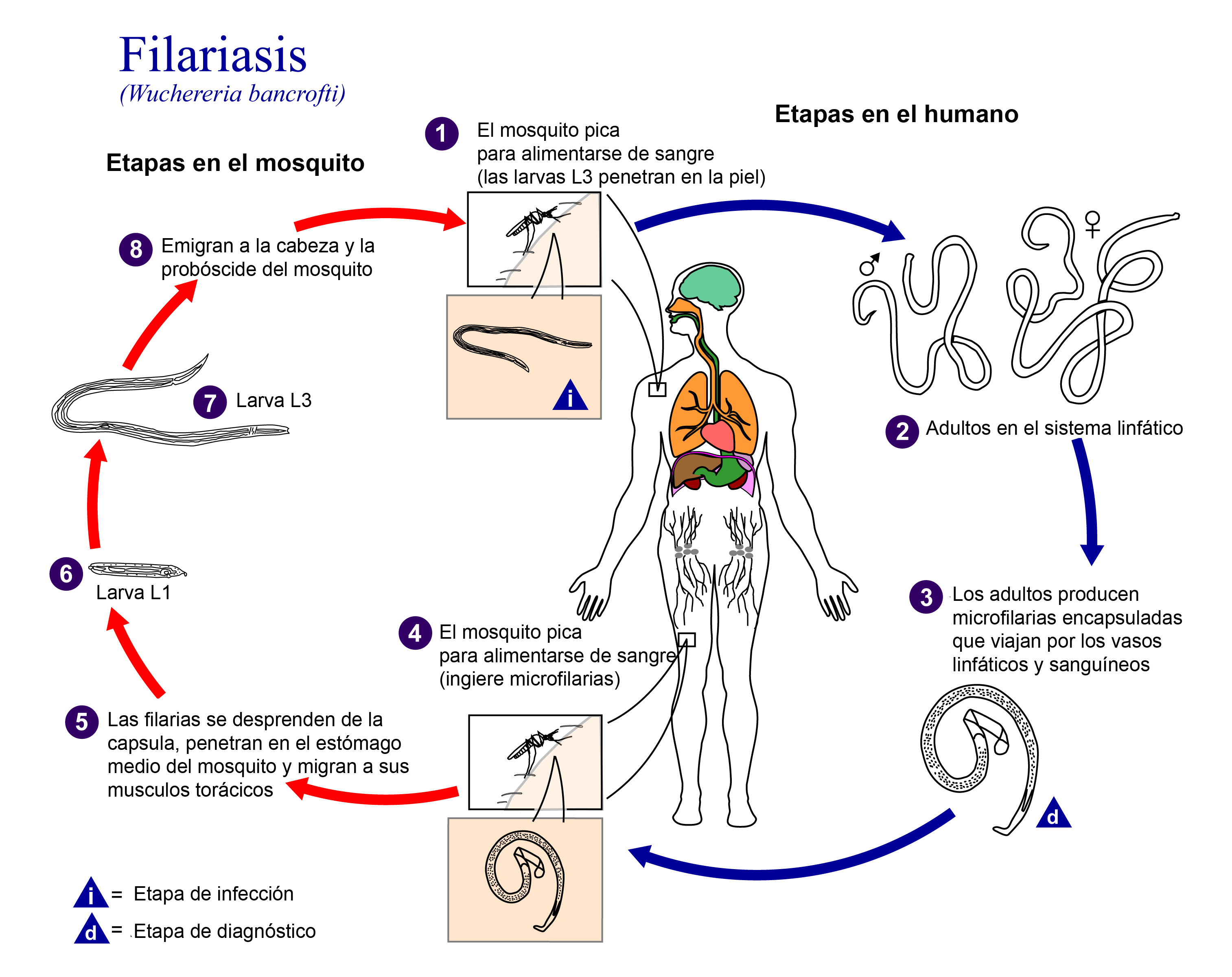
Ciclo de diseminación de la Filariasis

La filariasis es endémica en regiones tropicales de Asia, África, América Central y del Sur, poniendo en riesgo a más de 1 100 millones de personas, con 120 millones de personas afectadas en 83 países, más del 60% de los cuales residen en el sureste de Asia. En estas áreas endémicas del mundo, por ejemplo, Malaipea en Indonesia, hasta un 54% de la población puede que tenga microfilarias en su sangre. El humano es el reservorio o fuente de infección primaria para todas las filariasis humanas, por lo que es una antroponosis. El mecanismo de transmisión se efectúa exclusivamente por medio de hospedadores intermediarios, los cuales varían dependiendo del parásito.

## Patogenia
La patogenicidad de las filarias está estrechamente vinculada a diversos factores peculiares de estos gusanos. Están constituidas por moléculas y sustancias corporales que conforman un rico repertorio de sustancias alergenizantes, origen de la reacción inflamatoria que las caracteriza. La cercanía a los tejidos y mucosas habilita la instalación de los adultos y la relativa facilidad de reacciones adversas. Las microfilarias, más que los adultos, son migratorios, permitiendo acceso a diversas áreas y tejidos del cuerpo del hospedador, incluyendo el ojo, como es el caso de la oncocercosis. El vagar por la sangre es una característica que difiere levemente entre una especie y la otra. Paulatinamente, la reacción inflamatoria localizada alrededor del gusano adulto se vuelve fibrótico, envolviendo a los vermes en una cápsula cicatrizante. Este tejido esclerosante tiene particular importancia en la filariasis linfática, causando obstrucción que conlleva a los síntomas y signos de la elefantiasis.

## Cuadro clínico
La forma sintomática más peculiar se ve en la filariasis linfática, denominada como elefantiasis—un engrosamiento de la piel y tejido subyacentes—el cual resultó ser la primera enfermedad infecciosa que se descubrió transmitida por insectos. La elefantiasis es causada cuando el parásito obstaculiza el sistema linfático.
La elefantiasis afecta principalmente las extremidades inferiores, mientras que las orejas y membranas mucosas rara vez se ven afectadas; sin embargo, la extensión de los síntomas depende de la especie de filaria involucrada. W. bancrofti puede afectar las piernas, brazos, vulva y mamas, mientras que la Brugia timori raramente afecta los genitales. Las infecciones por Onchocerca volvulus y la migración de sus microfilarias a través de la córnea es la causa principal de ceguera.

## Diagnóstico y especies
El diagnóstico de la filariasis se basa en la identificación de las microfilarias en la sangre o en la piel. Se han identificado los siguientes nemátodos causantes de la filariasis, separados en tres grupos principales, según el hábitat del verme adulto:

### Grupo linfático
Wuchereria bancrofti se encuentra en África del norte y central, sudeste de Asia, India islas del Pacífico y norte de Sudamérica. Vive en los conductos linfáticos de los humanos, de donde, por drenaje, pasa a sus extremidades inferiores, causando una de las patologías más debilitantes y desfigurantes. La hembra produce microfilarias que penetran en el torrente sanguíneo entre 10 p. m. y 2 a. m. Este fenómeno se denomina periodicidad nocturna y corresponde con la hora de máxima actividad de los mosquitos que sirven como transmisores, tales como Aedes, Anopheles, Culex o Mansonia. Al infectarse la persona, generalmente sufre inflamaciones y dolores en los ganglios. La repetida exposición al parásito en zonas endémicas termina por provocar una infección grave con inflamaciones notorias que evolucionan hasta convertirse en linfedemas y fibrosis con una fase final denominada «elefantiasis» de las extremidades inferiores y los genitales. la larva L1 es la forma infectiva para el mosco, transformándola luego en L3 haciéndola infectiva para el humano yendo al conducto linfático, produciendo la inflamación del ganglio.
Brugia malayi es similar a la anterior, pero la enfermedad es menos severa y puede afectar las extremidades superiores. Se encuentra en Japón, Corea, China, Cochinchina e India.

### Grupo cutáneo
Loa loa se encuentra en África y es transmitida por tábanos del género Chrysops. Los gusanos adultos viven en los tejidos subcutáneos donde producen durante períodos de 2 a 3 días las llamadas "hinchazones fugitivas", de 30 mm de diámetro.
Onchocerca volvulus, causante de la «oncocercosis», se encuentra en África, México, Centroamérica y noroccidente de Sudamérica. Los parásitos en los tejidos subcutáneos están estrechamente enrollados sobre sí mismos desencadenando inflamaciones fibrosantes y formando nódulos de hasta 40 mm de diámetro. Las microfilarias migran a través de la piel y se ubican cerca de los nódulos causando escozor, edema y atrofia de la piel. Pueden ubicarse en los ojos causando graves lesiones, opacidad córneal e inclusive ceguera, por lo que este parásito es uno de los problemas oftalmológicos más graves de las áreas tropicales. Es transmitido por moscas del género Simulium y especie "ochraceum".
Mansonella streptocerca.

### Grupo visceral
Mansonella ozzardi de Sudamérica y Centroamérica, es transmitida por los jejenes Culicoides y las moscas negras Simulium. Los adultos miden 3 cm los machos y 7 cm las hembras; viven libres en las cavidades abdominal y torácica. Las microfilarias miden 200 micras de longitud, circulan en la sangre sin periodicidad y se encuentran también en los tejidos subcutáneos, el mesenterio y la grasa periférica. Los síntomas de la infección se manifiestan cuando ya hay un número grande de filarias en el cuerpo del paciente, que sufre decaimiento y dolores musculares y de cabeza. A veces se presentan inflamaciones de los ganglios y urticarias. Los pacientes infectados por largo tiempo tienden a sufrir depresión.
Mansonella perstans (anteriormente Dipetalonema perstans) de África y norte de Sudamérica es transmitida por zancudos Culicoides. Los parásitos adultos viven en las cavidades peritoneal, pleural y pericárdica y las microfilarias aparecen en la sangre periférica a cualquier hora del día. Los síntomas de la infección son similares a los de Mansonella.
Dirofilaria immitis es un parásito del perro que causa la dirofilariasis canina; afecta diversas zonas subtropicales y tropicales, especialmente en Estados Unidos la cuenca del río Misisipi o en Argentina en el Delta del río Paraná.

## Tratamiento
El tratamiento de la filariasis se hace con un antihelmíntico como Albendazol, que para conseguir la curación debe ser administrado simultáneamente con Ivermectina o con dietilcarbamazina para eliminar las microfilarias o larvas, en las patologías en que estas se presentan. El medicamento y la dosis precisa deben ser determinados por prescripción médica para cada caso específico. La extirpación quirúrgica de los nódulos oncocercomas (nodulectomía) es una medida usada para el tratamiento y control específica de la oncocercosis.
El tratamiento farmacológico de las filariasis se realiza con ivermectina, dietilcarbamacina y albendazol. Pero todos ellos presentan serios inconvenientes, ya que el tratamiento farmacológico debe mantenerse durante mucho tiempo debido a la larga duración de los gusanos adultos, la alta frecuencia de re-infestaciones y la falta de vacunas. Si se quiere interrumpir la transmisión, se hace necesaria la aparición de fármacos eficaces que eliminen la producción de formas embrionarias de forma total y definitiva. 
En el caso de la filariasis linfática crónica el tratamiento proporciona poco beneficio. Ninguno de los fármacos consigue eliminar los gusanos adultos y si el nivel de microfilarias en sangre es elevado, pueden producirse reacciones inmunológicas severas, por lo que el tratamiento se asocia a antihistamínicos, antipiréticos e incluso corticoides. 
La principal estrategia recomendada para la interrupción de la transmisión es el tratamiento anual en masa de las áreas endémicas con una única dosis de albendazol, en combinación con ivermectina o dietilcarbamacina. No obstante, en casos severos, la dietilcarbamacina debe administrarse con extrema precaución, debido a sus efectos secundarios. Estos tratamientos deben complementarse con terapia antimicrobiana para tratar las infecciones secundarias. 
El tratamiento indicado para la loasis es la dietilcarbamacina, que presenta eficacia frente a los gusanos adultos y frente a las microfilarias. Sin embargo, también se pueden producir reacciones alérgicas por la muerte del parásito por lo que se recomienda el uso de corticoides. Para los parásitos que migran a través del ojo se puede utilizar la cirugía para su extirpación. 
En el caso de la oncocercosis, el tratamiento seleccionado es ivermectina y el control vectorial que está demostrando su utilidad en la interrupción de la transmisión de la enfermedad. Además, la administración semianual en masa de ivermectina parece estar interrumpiendo la transmisión. 
La profilaxis o prevención de estas parasitosis se basa en evitar la picadura del insecto vector empleando repelentes e insecticidas, cubriéndose el cuerpo con ropa, protegiendo las casas con mallas metálicas y destruyendo, si es posible, las zonas de reproducción del insecto. El peligro de que los viajeros sean infectados por cualquiera de las filarias es real pero de importancia relativa, pues suelen ser parasitosis ligeras. 
Así pues, los avances en los métodos de tratamiento y de control de la transmisión junto con la mejora en las técnicas de diagnóstico de la infección apuntan a una posible erradicación en el tiempo de estas parasitosis. Habiendo establecido la Organización Mundial de la Salud dos objetivos claves para su eliminación: detener la propagación de la infección por filariasis en todos los países endémicos, y aliviar y prevenir el sufrimiento y discapacidad de los individuos afectados.

## Prevención
La profilaxis se fundamenta principalmente en el control del reservorio (el humano infectado). El control de los vectores es posible, aunque por lo general, difícil. El control de sus criaderos y el rociamiento de insecticidas y plaguicidas continúan siendo la principal metodología para combatir las enfermedades transmitidas por mosquitos, como la filariasis y la malaria.